# Gael Álvarez
Gael Arturo Álvarez Montiel (Guasave, Sinaloa, México, 9 de marzo de 2006) es un futbolista mexicano que juega de delantero en el C. F. Pachuca de la Primera División de México.

## Trayectoria
Comenzó a los 9 años, en Tuzos Guasave F. C. Posteriormente, se incorporó a la academia del C. F. Pachuca profesional en la categoría sub-13. En abril de 2023 representó al Pachuca en la Copa Futuro, organizada por el Ajax de Ámsterdam, donde llamó la atención de varios clubes de Europa. En agosto del mismo año, fue llevado a prueba por el Feyenoord, aunque Pachuca sólo le permitió estar quince días a prueba, ya que aún era menor de edad, y el club afirmó que Álvarez era "intransferible".
El 11 de octubre de 2023 fue nombrado por el periódico inglés The Guardian como uno de los mejores jugadores del mundo nacidos en 2006.

## Estadísticas

### Clubes
Actualizado al último partido disputado el 14 de noviembre de 2023.
| Club                   | Div.          | Temporada     | Liga  | Liga  | Liga   | Copas nacionales | Copas nacionales | Copas nacionales | Copas internacionales | Copas internacionales | Copas internacionales | Total | Total | Total  |
| Club                   | Div.          | Temporada     | Part. | Goles | Asist. | Part.            | Goles            | Asist.           | Part.                 | Goles                 | Asist.                | Part. | Goles | Asist. |
| ---------------------- | ------------- | ------------- | ----- | ----- | ------ | ---------------- | ---------------- | ---------------- | --------------------- | --------------------- | --------------------- | ----- | ----- | ------ |
| C. F. Pachuca · México | 1.ª           | 2023-24       | 0     | 0     | 0      | —                | —                | —                | —                     | —                     | —                     | 0     | 0     | 0      |
| C. F. Pachuca · México | Total club    | Total club    | 0     | 0     | 0      | 0                | 0                | 0                | 0                     | 0                     | 0                     | 0     | 0     | 0      |
| Total carrera          | Total carrera | Total carrera | 0     | 0     | 0      | 0                | 0                | 0                | 0                     | 0                     | 0                     | 0     | 0     | 0      |

## Palmarés

### Títulos internacionales
| Título                           | Equipo                     | Sede      | Año  |
| -------------------------------- | -------------------------- | --------- | ---- |
| Campeonato Sub-17 de la Concacaf | Selección sub-17 de México | Guatemala | 2023 |

### Distinciones individuales
| Distinción                                                 | Año  |
| ---------------------------------------------------------- | ---- |
| Mejor jugador del Campeonato Sub-17 de la Concacaf de 2023 | 2023 |
| Once ideal del Campeonato Sub-17 de la Concacaf de 2023    | 2023 |